# Irena Baran
Irena Baran (ur. 26 listopada 1933 w Skoszynie, zm. 18 kwietnia 2021) – polska szwaczka, poseł na Sejm PRL IV i V kadencji.

## Życiorys
Uzyskała wykształcenie średnie niepełne, z zawodu szwaczka. Pracowała jako brygadzistka szwalni w Zakładach Przemysłu Dziewiarskiego im. Hanki Sawickiej w Legnicy. W 1965 i 1969 z ramienia Polskiej Zjednoczonej Partii Robotniczej uzyskiwała mandat posła na Sejm PRL w okręgu Legnica. W trakcie IV kadencji zasiadała w Komisji Kultury i Sztuki, a w trakcie V w Komisji Przemysłu Lekkiego oraz w Komisji Przemysłu Lekkiego, Rzemiosła i Spółdzielczości Pracy.
Pochowana na cmentarzu komunalnym w Legnicy (A1/5/19).

## Odznaczenia
- Srebrny Krzyż Zasługi